# Яковенко Володимир Іванович
Володи́мир Іва́нович Якове́нко (*30 травня 1857 — †18 січня 1923) — український психіатр, земський лікар. Брат Євгена Івановича Яковенка.

## Життєпис
Працював у лікарнях України та Росії; завідував збудованою ним психіатричною лікарнею в с. Мещерському у Підмосков'ї (1894—1906). Сьогодні це Московська обласна психіатрична лікарня № 2 ім. В. І. Яковенка.
У 1906 році Володимир Іванович Яковенко був звільнений від служби за «політичну неблагонадійність» та висланий на хутір Бутова Гора Полтавської губернії за участь у революційному русі 1905 року. Тут він жив і працював до 1923 р., продовжуючи займатися суспільною, лікувальною й науковою працею. У 1922—1923 р., під час придушення епідемії висипного тифу на Полтавщині, Володимир Іванович заразився та помер.
Автор понад 30 праць з психіатрії та психіатричної допомоги населенню. З його ініціативи проведено перший перепис психічно хворих у Російській Імперії.